# 4467 Кайдановський
4467 Кайдановський (4467 Kaidanovskij) — астероїд головного поясу, відкритий 2 листопада 1975 року.
Тіссеранів параметр щодо Юпітера — 3,338.